# Wydumka (stacja kolejowa)
Wydumka (ros. Выдумка) – stacja kolejowa w pobliżu miejscowości Piesok, w rejonie nowosokolnickim, w obwodzie pskowskim, w Rosji. Położona jest na linii Moskwa – Siebież.